# Coppa dei Balcani 1972
La Coppa dei Balcani per club 1972 è stata la decima edizione della Coppa dei Balcani, la competizione per squadre di club della penisola balcanica e Turchia.
È stata vinta dai bulgari del Trakia Plovdiv, al loro primo titolo.

## Squadre partecipanti
Tutte le nazioni partecipano con una sola rappresentante. Le 6 squadre partecipanti vengono divise in due gironi. Il detentore della Coppa Balcani (Paniōnios) non partecipa.
| Squadra             | Stagione 1971-72  |
| ------------------- | ----------------- |
| Shkëndija Tirana    | 7º in Albania     |
| Trakia Plovdiv      | 6º in Bulgaria    |
| Kavala              | 10º in Grecia     |
| Vardar              | 11º in Jugoslavia |
| Steagul Roșu Brașov | 5º in Romania     |
| Göztepe             | 9º in Turchia     |

## Torneo

### Girone A
| Squadra          | Pti | G | V | N | P | GF | GS | QR    |
| ---------------- | --- | - | - | - | - | -- | -- | ----- |
| Vardar           | 4   | 4 | 1 | 2 | 1 | 6  | 4  | 1.500 |
| Kavala           | 4   | 4 | 2 | 0 | 2 | 5  | 6  | 0.833 |
| Shkëndija Tirana | 4   | 4 | 1 | 2 | 1 | 4  | 5  | 0.800 |

|           | Var | Kav | Shk |
| --------- | --- | --- | --- |
| Vardar    |     | 4-1 | 1-1 |
| Kavala    | 1-0 |     | 2-0 |
| Shkëndija | 1-1 | 2-1 |     |

#### Risultati
| Tirana 2 maggio 1972                                   | Shkëndija Tirana | 2 – 1 | Kavala | Stadiumi Dinamo |
| \| \| \| \| \| Fagu 10’ Bulku 72’ \| Marcatori \| ? \| |                  |       |        |                 |
|                                                        |                  |       |        |                 |
| Fagu 10’ Bulku 72’                                     | Marcatori        | ?     |        |                 |

| Kavala 16 maggio 1972 | Kavala | 2 – 0 | Shkëndija Tirana | Stadio Anthi Karagianni |

| Kavala 18 giugno 1972 | Kavala | 1 – 0 | Vardar | Stadio Anthi Karagianni |

| Skopje 25 giugno 1972 | Vardar | 4 – 1 | Kavala | Gradski stadion |

| Skopje 17 settembre 1972                 | Vardar    | 1 – 1 | Shkëndija Tirana | Gradski stadion |
| \| \| \| \| \| ? \| Marcatori \| Zëri \| |           |       |                  |                 |
|                                          |           |       |                  |                 |
| ?                                        | Marcatori | Zëri  |                  |                 |

| Tirana 24 settembre 1972                 | Shkëndija Tirana | 1 – 1 | Vardar | Stadiumi Dinamo |
| \| \| \| \| \| Zëri \| Marcatori \| ? \| |                  |       |        |                 |
|                                          |                  |       |        |                 |
| Zëri                                     | Marcatori        | ?     |        |                 |

### Girone B
| Squadra             | Pti | G | V | N | P | GF | GS | QR    |
| ------------------- | --- | - | - | - | - | -- | -- | ----- |
| Trakia Plovdiv      | 6   | 4 | 2 | 2 | 0 | 7  | 3  | 2.333 |
| Göztepe             | 5   | 4 | 2 | 1 | 1 | 6  | 4  | 1.500 |
| Steagul Roșu Brașov | 1   | 4 | 0 | 1 | 3 | 4  | 10 | 0.400 |

|              | Tra | Göz | S.R |
| ------------ | --- | --- | --- |
| Trakia       |     | 3-0 | 1-1 |
| Göztepe      | 0-0 |     | 5-1 |
| Steagul Roșu | 2-3 | 0-1 |     |

#### Risultati
| Plovdiv 29 marzo 1972 | Trakia Plovdiv | 1 – 1 | Steagul Roșu Brașov | Stadio Hristo Botev |

| Brașov 26 aprile 1972 | Steagul Roșu Brașov | 2 – 3 | Trakia Plovdiv | Stadionul Tineretului |

| Brașov 14 giugno 1972                         | Steagul Roșu Brașov | 0 – 1       | Göztepe | Stadionul Tineretului |
| \| \| \| \| \| \| Marcatori \| 65’ Türkkan \| |                     |             |         |                       |
|                                               |                     |             |         |                       |
|                                               | Marcatori           | 65’ Türkkan |         |                       |

| Smirne 23 agosto 1972 | Göztepe | 0 – 0 | Trakia Plovdiv | Stadio di Alsancak |

| Smirne 30 agosto 1972                                                                                 | Göztepe   | 5 – 1              | Steagul Roșu Brașov | Stadio di Alsancak |
| \| \| \| \| \| Öznur 4’, 86’ Aydın 18’ Okçuoğlu 38’ Türkkan 44’ \| Marcatori \| 55’ (rig.) Pescaru \| |           |                    |                     |                    |
| |           |                    |                     |                    |
| Öznur 4’, 86’ Aydın 18’ Okçuoğlu 38’ Türkkan 44’                                                      | Marcatori | 55’ (rig.) Pescaru |                     |                    |

| Plovdiv 6 settembre 1972                                          | Trakia Plovdiv | 3 – 0 | Göztepe | Stadio Hristo Botev |
| \| \| \| \| \| Dermendžiev 66’, 88’ Ubinov 83’ \| Marcatori \| \| |                |       |         |                     |
|                                                                   |                |       |         |                     |
| Dermendžiev 66’, 88’ Ubinov 83’                                   | Marcatori      |       |         |                     |

### Finale
| Squadra 1      | Totale | Squadra 2 | Andata | Ritorno |
| -------------- | ------ | --------- | ------ | ------- |
| Trakia Plovdiv | 5–4    | Vardar    | 5–0    | 0–4     |

| Arbitro: | Nicolae Rainea (Romania) |

|                                          |           |  |
| Apostolov 8’ Kichekov 56’, 74’, 80’, 86’ | Marcatori |  |

| Skopje 25 ottobre 1972 Ritorno                                                | Vardar    | 4 – 0 | Trakia Plovdiv | Gradski stadion |
| \| \| \| \| \| Nikolovski 37’ Balevski 43’ Uzunov 58’, 83’ \| Marcatori \| \| |           |       |                |                 |
|                                                                               |           |       |                |                 |
| Nikolovski 37’ Balevski 43’ Uzunov 58’, 83’                                   | Marcatori |       |                |                 |